# Dracula presbys
Dracula presbys é uma espécie de orquídea epífita de crescimento cespitoso cujo gênero é proximamente relacionado às Masdevallia, parte da subtribo Pleurothallidinae. Esta espécie é originária da região de Antioquia, na Colômbia, onde habita florestas úmidas e nebulosas das montanhas.